# 布田川・日奈久断層帯

地震調査委員会（2013年）による布田川・日奈久断層帯の位置図

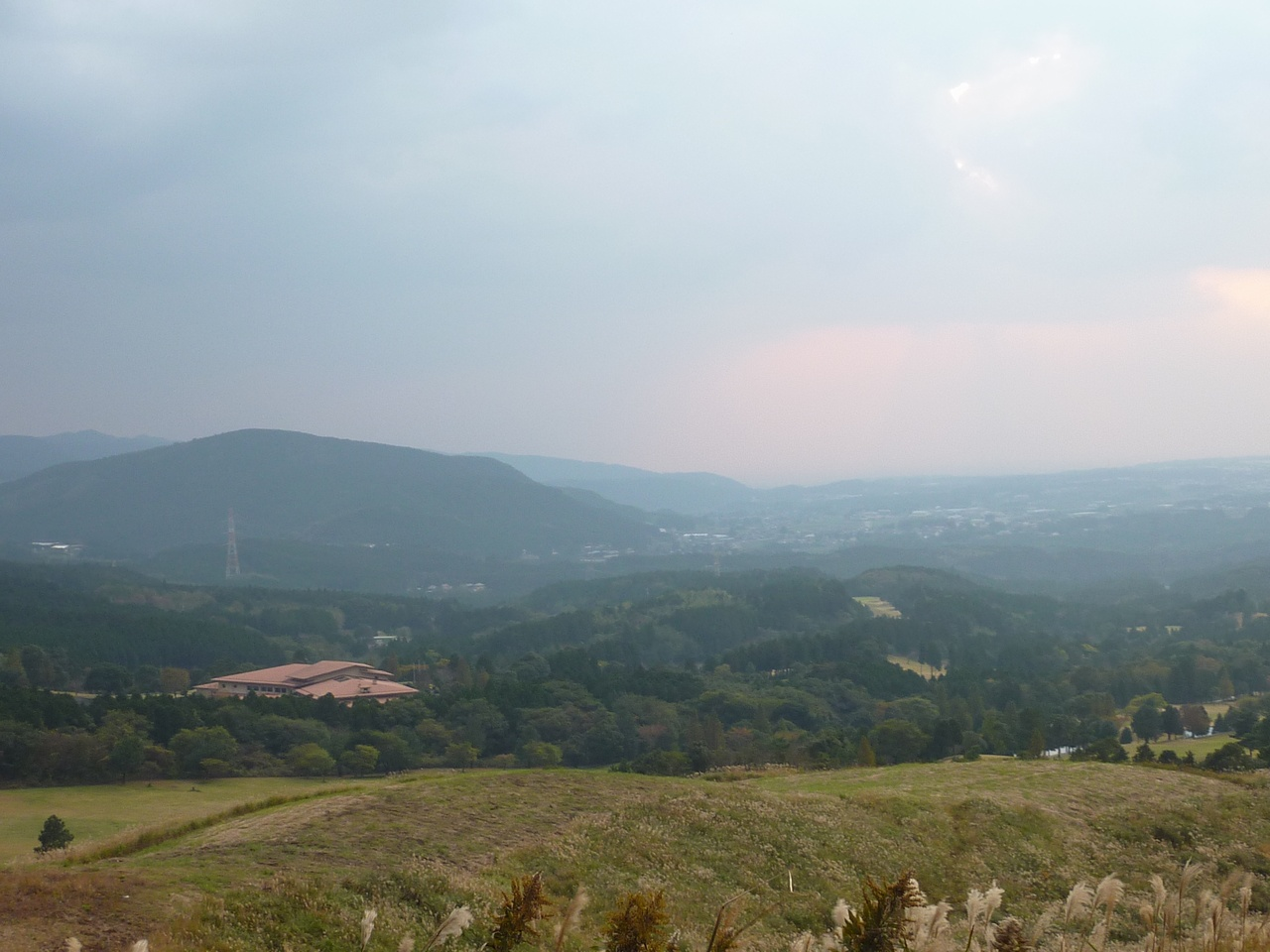
西原村から望む大峯火山（左）と高遊原台地（右）。中央部分の落差は布田川断層帯の運動により生じたものである（2011年撮影）

布田川・日奈久断層帯（ふたがわ・ひなぐだんそうたい、英: Futagawa-Hinagu fault zone）は、ほぼ熊本県内から一部鹿児島県北部に位置する2つの活断層帯の総称である。両者合わせると全長は約101kmで、九州最長である。また、九州にある活断層の中では珍しい横ずれ断層である。2016年現在では別々の断層帯とみられているが、地震調査研究推進本部地震調査委員会は2013年までひとまとまりの断層帯とみなしていた。

## 概要
布田川断層帯は、南阿蘇村の阿蘇山外輪山西側斜面から益城町木山付近を経て宇土半島先端まで、おおむね東北東から西南西方向に延び、全体の長さは約64km以上の可能性がある。日奈久断層帯は、益城町木山付近から芦北町を経て八代海南部まで、おおむね北東から南西方向に延び、全体の長さは約81kmの可能性がある。両断層帯は益城町木山付近で接しており、以下のように区分される。
- 布田川断層帯布田川区間 - 南阿蘇村から益城町木山付近まで、長さ約19km[5][6]
- 布田川断層帯宇土区間 - 益城町木山付近から宇土市中心部まで、長さ約20km[4]
- 布田川断層帯宇土半島北岸区間 - 宇土市住吉町（すみよしまち）から宇土半島北岸に沿って宇土半島先端まで、長さ約27km以上[4]
- 日奈久断層帯高野−白旗（しらはた）区間 - 益城町木山付近から宇城市豊野町山崎（とよのまちやまさき）付近まで、長さ約16km[4]
- 日奈久断層帯日奈久区間 - 宇城市豊野町山崎から芦北町の御立岬（おたちみさき）付近まで、長さ約40km[4]
- 日奈久断層帯八代海区間 - 御立岬付近から八代海南部まで、長さ約30km[4]

九州を含む西南日本は中央構造線によって内帯と外帯に分けられているが、布田川・日奈久断層帯は外帯を構成する帯状の地質構造を切っており、九州における中央構造線とも言われる臼杵-八代線も切っている。

## 地震の発生
2016年（平成28年）の熊本地震は、布田川・日奈久断層帯の活動によって発生した可能性が直後から指摘されていたが、このことについて地震調査研究推進本部地震調査委員会は同年4月17日、「本震は布田川断層帯の布田川区間を含む約27km、前震は日奈久断層帯の高野-白旗区間の活動によるものであり、一連の地震活動は2つの断層帯が連動するようにして発生したと考えられる。また、本震で動いた断層の範囲は想定よりも東西に数kmずつ長く、東端は阿蘇山外輪山（カルデラ）まで達していた」との評価結果を発表した。

## 天然記念物指定

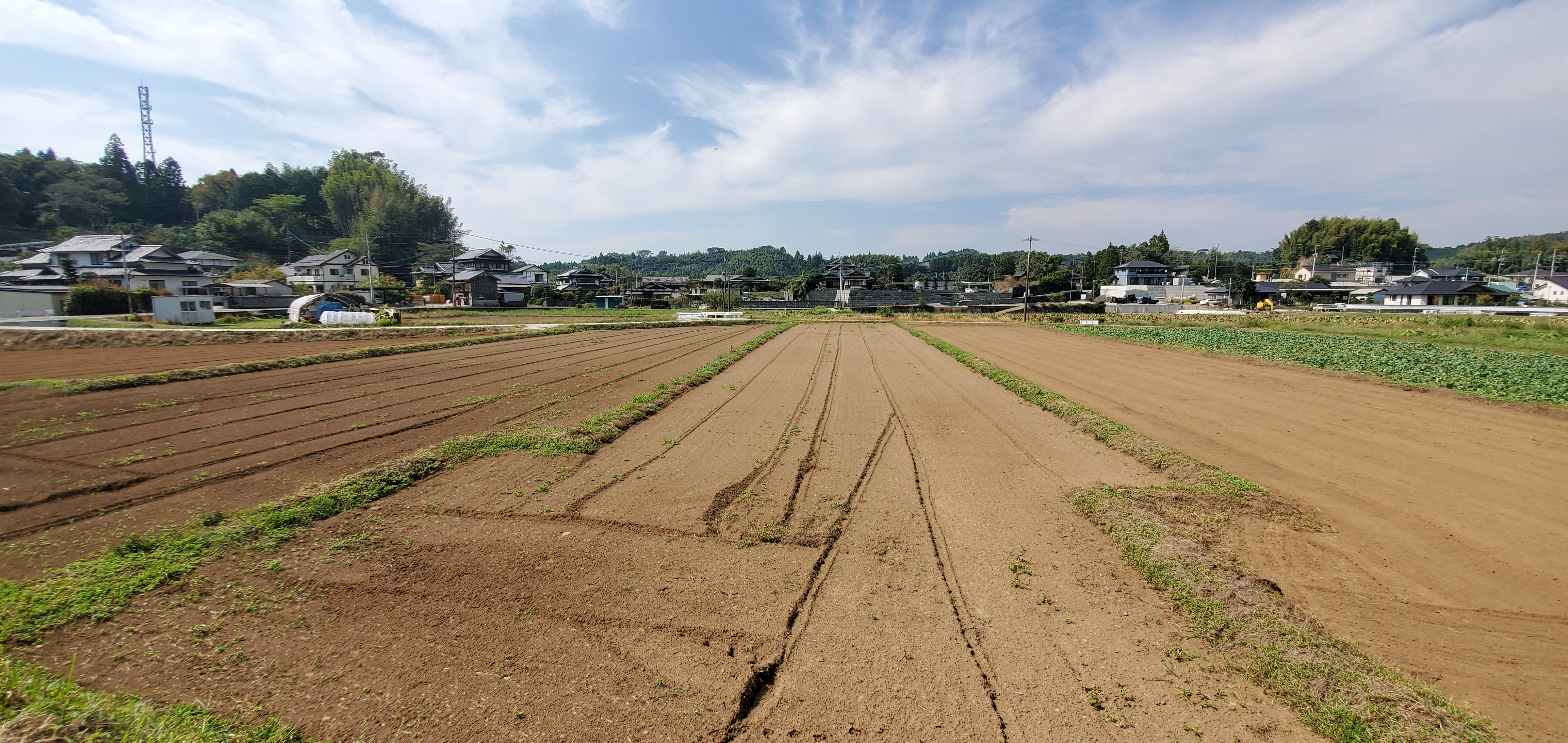
布田川断層帯（堂園）

熊本地震の際に益城町内で地表に表れた断層について、2016年（平成28年）6月17日に2ヶ所が、2017年（平成29年）6月7日に1ヶ所が益城町指定文化財（天然記念物）に指定された。その後、これら3ヶ所は、「学術上価値が高く、地震の被害を将来に伝える災害遺構としても貴重である」として、2018年（平成30年）2月13日に国の天然記念物「布田川断層帯」として指定されている。

## 関連資料
- 田口清行「布田川断層・日奈久断層および臼杵 : 八代構造線の観察」『熊本地学会誌』第137巻、熊本大学、2004年11月、9-10頁、CRID 1050845762861372160、hdl:2298/26990、ISSN 03891631。